# Cittadinanza ungherese
La legge sulla cittadinanza ungherese si basa sui principi dello jus sanguinis . La cittadinanza ungherese può essere acquisita per discendenza da un genitore ungherese, oppure per naturalizzazione . Una persona nata in Ungheria da genitori stranieri generalmente non acquisisce la cittadinanza ungherese. Un cittadino ungherese è anche cittadino dell'Unione Europea.

## Cittadinanza per nascita e per adozione
Una persona acquisisce la cittadinanza ungherese alla nascita se almeno uno dei genitori è cittadino ungherese. Il luogo di nascita è irrilevante.
I bambini nati in Ungheria da genitori stranieri non acquisiscono la cittadinanza ungherese alla nascita a meno che non diventino altrimenti apolidi.
Possono presentare domanda i figli minorenni adottati da cittadini ungheresi e normalmente gli verrà concessa la cittadinanza ungherese.

## Naturalizzazione
Un individuo può richiedere la naturalizzazione come cittadino ungherese dopo 8 anni di residenza continuativa in Ungheria se:
- è incensurato,
- è economicamente autosufficiente,
- è di buon carattere, e
- supera una prova sui contenuti basilari della costituzione.

Un individuo può richiedere la naturalizzazione dopo solo 5 anni di residenza in Ungheria se:
- è nato in Ungheria, o
- ha stabilito la sua residenza in Ungheria prima dei 18 anni, o
- è apolide.

Un individuo può richiedere la naturalizzazione dopo solo 3 anni di residenza in Ungheria se:
- è sposato da tre anni con un cittadino ungherese (anche deceduto/a), o
- è genitore di un cittadino ungherese minorenne, o
- è stata adottato da un cittadino ungherese, o
- è un rifugiato riconosciuto.

Un individuo chiedere la naturalizzazione se:
- è sposato da almeno dieci anni con un cittadino ungherese, oppure
- è sposato da almeno cinque anni con un cittadino ungherese con il quale ha un figlio, contando i 5 anni dalla nascita del bambino, posto che
- sia in grado di fornire prova di conoscenza della lingua ungherese.

I candidati di età pari o superiore a 60 anni, quelli con capacità ridotte e le persone in possesso di un diploma di lingua ungherese (presso un istituto ungherese) possono essere esentati dalla prova sulla conoscenza della costituzione.

## Cittadinanza per ascendenza
La legge sulla cittadinanza ungherese del 2011 consente agli ungheresi di etnia ungherese di richiedere la naturalizzazione semplificata se parlano ungherese e forniscono prove di origini ungheresi. Una persona può richiedere la naturalizzazione semplificata se il richiedente è un discendente di una persona che era cittadina ungherese prima del 1920 (solo il Regno d'Ungheria, parte dell'Impero austro-ungarico, è idoneo) o tra il 1941 e il 1945 e il richiedente parla ungherese . Possono diventare cittadini ungheresi anche se non vivono in Ungheria.

## Cittadinanza ungherese tramite dichiarazione
La dichiarazione è una forma semplificata di naturalizzazione. Possono avere diritto ad acquisire la cittadinanza ungherese tramite dichiarazione le seguenti persone:
- persone che hanno perso la cittadinanza ungherese a causa dell'emigrazione tra il 15 settembre 1947 e il 2 maggio 1990.
- Apolidi di età inferiore a 19 anni, nati in Ungheria e residenti in Ungheria nei 5 anni precedenti la dichiarazione.

## Giuramento di fedeltà
È previsto che un cittadino che acquisisce la cittadinanza ungherese, pronunci il seguente giuramento di fedeltà:
"Giuro che considero l'Ungheria come il mio Paese. Sarò un fedele cittadino della Repubblica d'Ungheria. Rispetterò e obbedirò alla Costituzione e alle leggi di questo Paese. Difenderò il mio Paese con tutte le mie forze, e lo servirò al meglio delle mie capacità, con l'aiuto di Dio".
Chi preferisce, invece del giuramento, può fare una promessa solenne equivalente.

## Libertà di viaggio dei cittadini ungheresi

Requisiti per il visto per i cittadini ungheresi

I requisiti per il visto per i cittadini ungheresi sono restrizioni amministrative all'ingresso imposte dalle autorità di altri stati ai cittadini ungheresi . A partire da maggio 2018, i cittadini ungheresi avevano accesso senza visto o visto all'arrivo in 180 paesi e territori, classificando il passaporto ungherese al 9º posto in termini di libertà di viaggio secondo l'indice Henley Passport .
Nel 2017, la nazionalità ungherese si è classificata al diciottesimo posto nell'indice di nazionalità (QNI). Questo indice differisce dall’indice delle restrizioni sui visti, che si concentra su fattori esterni tra cui la libertà di viaggio. Il QNI ritiene, inoltre, che la libertà di viaggio sia basata su fattori interni come la pace e la stabilità, la forza economica e lo sviluppo umano.